# 愛があれば大丈夫
「愛があれば大丈夫」（あいがあればだいじょうぶ）は、日本の女性歌手、広瀬香美の1枚目のシングル。

## 解説
- 広瀬香美のファーストシングル。1992年12月2日にビクター音楽産業（現：ビクターエンタテインメント）よりリリースされた。ちなみに広瀬は約半年前に、アルバム『Bingo!』で既にデビューを果たしている。
- 映画『病は気から 病院へ行こう2』主題歌。
- 広瀬は本作でテレビ初出演を果たし、17週のロングヒットとなり、売上は11.2万枚を記録。
- サビの部分は広瀬が学生時代に福岡県井尻の六ツ角歩道橋上にて思い付いたもの[1]。

- 2008年には「愛があれば大丈夫 - 08' Remastering」として新たにリマスタリングされたバージョンが配信限定シングルとして発売された。

## 収録曲
作詞・作曲：広瀬香美　編曲：鷺巣詩郎
1. 愛があれば大丈夫
2. もう一度 もう一度
3. 愛があれば大丈夫（オリジナル・カラオケ）
4. もう一度 もう一度（オリジナル・カラオケ）

### 愛があれば大丈夫 - 08' Remastering
1. 愛があれば大丈夫 - 08' Remastering
2. ロマンスの神様 - 08' Remastering
3. GIFT - 08' Remastering

## 収録アルバム
- GOOD LUCK! (#1,2、#1はGOOD LUCK! Version)
- 広瀬香美 THE BEST "Love Winters" (#1)
- タイアップコレクション〜広瀬香美のテレビで聴いたあの曲達〜 (#1)
- SINGLE COLLECTION (#1)
- Winter High!! 〜Best Of Kohmi's Party〜 (#1)
- THE BEST "1992-2018" + "雪"Setlist Non-Stop Mix (#1)
- WINTER TOUR 2020 "SING" + Live at Blue Note Tokyo (#1)
- 歌ってみた 歌われてみた (#1、眉村ちあきとのコラボレーションによる新録)

## カバー
- ビビアン・チョウ（周慧敏） - 1993年9月発売のアルバム「最愛」（広東語版）に収録。広東語版の曲名は「一個人在途上」。
- タイナカサチが、2008年発売のシングル『もう キスされちゃった』にて同曲をカヴァーしている。
- 伊波杏樹 - 2018年発売カバーシングル「NamiotO vol 0.5 〜cover collection〜」収録。